# 高等文官試験
高等文官試験（こうとうぶんかんしけん）は、1894年から1948年まで日本で実施された高級官僚の採用試験である。1918年の高等試験令（大正7年勅令第7号）以後の正式名称は高等試験、高等試験令施行前の正式名称は文官高等試験だが「高文（こうぶん）」や「高文試験」と略されることも多かった。日本統治下の朝鮮や台湾の出身者も日本国籍を有していたため受験可能であり、多くの及第者や任官者を輩出した。
メリット・システムを採用する他国における高級官僚採用試験の訳語として使用される場合もある。

## 歴史
江戸時代までは長らく武家社会及び公家社会共に世襲による任官が主だった日本において、明治維新後は優秀な人材を確保するために試験による官吏登用が切望されるようになった。高文の原型は1887年制定の「文官試験試補及見習規則」（明治20年7月25日勅令第37号）である。当時は高等試験と普通試験の2本立てで、前者は奏任官、後者は判任官の登用を目的とした。1893年の文官任用令（明治26年10月31日勅令第183号）制定に伴う改革で「文官高等試験」が施行され、1899年の同令改正（明治32年3月28日勅令第61号）で勅任官の政治任用が廃止され、勅任官の多くも高等文官試験合格者が占めた。
当初の「文官高等試験」は行政官の採用試験であり、外交官の採用については「外交官及領事官試験」、司法官の採用については「判事検事登用試験」が行われていたが、1918年の高等試験令により、従来の「文官高等試験」は「高等試験行政科」へ、「外交官及領事官試験」は「高等試験外交科」へ（1942年に高等試験行政科へ統合）、1923年からは「判事検事登用試験」（及び「弁護士試験」）が「高等試験司法科」へと引き継がれた。
第二次世界大戦後の1948年に廃止されたが、人事院が実施する国家公務員試験（高文行政科）と法務省が実施する司法試験（高文司法科）に引き継がれた。

2018年現在、高文行政科を継承するのは、国家公務員試験総合職試験である。
合格すれば出自を問わず高級官僚（行政・司法）に登用される画期的だが高難度の制度で、及第者は文官（行政官）、外交官、領事官、判事、検事に登用される資格が与えられ、多数を占めた東京帝国大学出身者は同大から銀時計が配られたことから、俗に「銀時計組」と呼ばれた。
また、現在の各種国家資格の受験において、高文の及第者については、その受験資格が無条件に認められる・予備（一次）試験が免除されるなどの優遇措置が採られており、実質として大学卒業同等の学識を有する者とみなされている。一例を挙げると司法科及第者は令和2年度においても司法修習生に採用される資格を有する。ただし、高文が廃止されてからの年月を考慮すると、事実上かかる諸規定は死文化していると言える。
高等学校高等科卒業生、大学予科修了者、文部大臣が定める一定水準以上の旧制専門学校卒業者など同等以上の学力を有する者は高文予備試験を免除された。
この事から、逆説的に高文予備試験は「旧制大学への進学資格を取得できる試験」として機能した。
現在の司法試験の機能を有する「司法科」、現行の国家公務員総合職試験の行政、法律、経済、や旧外交官試験に相当する「行政科」、の2区分に加えて一時期は「外交科」が存在した。狭義では行政官に登用する試験のみを高文と呼ぶことも多い。

## 試験科目
受験資格は高等試験令第7条が定める中等学校卒業程度の者で、予備試験は筆記のみで論文および外国語を英語、フランス語、ドイツ語から1種選択し、合格者は以後の予備試験を免除された。高等学校高等科卒業者、大学予科修了者、文部大臣が定める同等以上の学力を有する者も予備試験を免除される。
本試験は筆記と口述で、筆記試験合格者のみが口述試験を受験できる。
複数の科を受験することが可能であり、2つの科で合格した者も存在する。

### 行政科筆記試験科目
- 必須科目 - 憲法、行政法、民法、経済学
- 選択科目 - 哲学概論、倫理学、論理学、心理学、社会学、政治学、国史、政治史、経済史、国文および漢文、商法、刑法、国際公法、民事訴訟法、刑事訴訟法、財政学、農業政策、商業政策、工業政策、社会政策
  - 選択科目は事前に3科目を選択する。口述試験は行政法、受験者志望科目、の2科目である。

### 外交科筆記試験科目
- 必須科目 - 憲法、国際公法、経済学、外国語は英語、フランス語、ドイツ語、中国語、ロシア語、スペイン語から1種を選択する
- 選択科目 - 哲学概論、倫理学、論理学、心理学、社会学、政治学、国史、政治史、経済史、外交史、国文および漢文、民法、商法、刑法、行政法、国際私法、財政学、商業政策、商業学
  - 選択科目は事前に3科目を選択する。口述試験は外国語、国際公法、受験者志望科目、の3科目である。

### 司法科筆記試験科目
- 必須科目 - 憲法、民法、商法、刑法、民事訴訟法または刑事訴訟法、から事前に1種を選択する。
- 選択科目 - 哲学概論、倫理学、論理学、心理学、社会学、国史、国文および漢文、行政法、破産法、国際公法、民事訴訟法または刑事訴訟法（必須科目で選択しないもの）、国際私法、経済学、社会政策、刑事政策
  - 選択科目は事前に2科目を選択する。口述試験は、1科目を民法または刑法とする受験者志望による3科目である。

## 合格者一覧
行政科は文官高等試験及び試補、外交科は外交官及領事官試験、司法科は判事検事登用試験を含む。

### 主な及第者

#### 首席合格
1918年（大正7年）以降は首席合格者は公表されていない。
- 上林敬次郎 - 1894年（明治27年）行政科首席
- 若槻禮次郎 - 1895年（明治28年）行政科首席、司法科首席
- 西野元 - 1902年（明治35年）行政科首席
- 松平恆雄 - 1902年（明治35年）外交科首席
- 山岡萬之助 - 1902年（明治35年）司法科首席[2]
- 馬場鍈一 - 1903年（明治36年）行政科首席
- 松岡洋右 - 1904年（明治37年）外交科首席
- 広田弘毅 - 1906年（明治39年）外交科首席
- 後藤文夫 - 1908年（明治41年）行政科首席
- 斎藤博 - 1910年（明治43年）外交科首席
- 矢野真 - 1911年（明治44年）行政科首席、1913年外交科首席合格
- 田中耕太郎 - 1914年（大正3年）行政科首席
- 沢田廉三 - 1914年（大正3年）外交科首席
- 高橋雄豺 - 1915年（大正4年）行政科首席
- 平岡梓 - 1919年（大正年）行政科首席[3]
- 鈴木隆夫 - 1930年（昭和5年）行政科首席、1929年司法科合格
- 高橋幹夫 - 1940年（昭和15年）行政科首席
- 鳩山威一郎 - 1941年（昭和16年）行政科首席
- 栗栖弘臣 - 1942年（昭和17年）行政科首席
- 福田赳夫 - 行政科・司法科首席
- 本間喜一 - 司法科首席

#### 次席合格
1918年（大正7年）以降は次席合格者は公表されていない。
- 小野義一 - 1903年（明治36年）行政科次席
- 西野元 - 1905年（明治38年）行政科次席
- 吉田久 - 1905年（明治38年）司法科次席
- 丹羽七郎 - 1913年（大正2年）行政科次席

#### 朝鮮・台湾出身者
朝鮮・台湾の教育整備が完了した昭和期に入ってからは、少ない年で5名、昭和9年や昭和18年のような多い年では20名近くの合格者が出ている。
- 李瑞漢 - 1930年（昭和5年）司法科合格、日本弁護士、中華民国律師
- 蔡章麟 - 1932年（昭和7年）行政科合格、1934年司法科合格、大阪地裁所長、中華民国司法院大法官
- 任文桓 - 1934年（昭和9年）行政科合格、朝鮮総督府高等官　大韓民国農相
- 権逸 - 1937年（昭和12年）司法科合格、満州国審判官、韓国国会議員、日本法弁護士
- 王育霖 - 司法科合格、二・二八事件犠牲者

#### その他
行政科合格者は「高等文官試験合格者一覧」を参照。
- 有松英義 - 1888年（明治21年）第1回高文合格、内閣法制局長官
- 浜口雄幸 - 1895年（明治29年）行政科、首相
- 幣原喜重郎 - 1896年（明治30年）外交科、首相
- 柳田國男 - 1900年（明治33年）行政科合格、法制局筆頭参事官、貴族院書記官長、国際連盟委任統治委員、枢密顧問官、民俗学者
- 三木武吉 - 1907年（明治40年）司法科合格
- 美濃部洋次 - 1924年（大正13年）司法科・1925年行政科合格、企画院事務官
- 結城司郎次 - 1926年外交科合格、スウェーデン公使、セイロン大使ほか
- 大橋武夫 - 1927年行政科・司法科合格
- 田中二郎 - 1928年行政科合格、東大法学部教授（行政法）、最高裁判所判事
- 兼子一 - 1928年行政科・司法科合格、東大法学部教授（民事訴訟法）
- 前尾繁三郎 - 1928年行政科・司法科合格
- 田上穣治 - 1929年司法科合格、一橋大名誉教授
- 高見三郎 - 1929年行政科、1930年司法科合格、1938年内務省
- 内藤頼博 - 1930年司法科合格、司法省判事
- 牛場信彦 - 1931年外交科合格、駐米大使
- 澤井種雄 - 1932年司法科合格、司法省判事
- 寺岡洪平（寺岡平吾長男） - 1932年外交科合格、ペルー大使ほか
- 野間省一 - 1933年行政科・司法科合格
- 川島武宜 - 1933年司法科合格、東大名誉教授（民法）
- 植松正 - 1934年司法科合格、一橋大名誉教授
- 団藤重光 - 1934年行政科・司法科合格、東大法学部教授（刑法）、元最高裁判所判事
- 環昌一 - 1935年司法科合格、司法省判事、元最高裁判事
- 荒川正三郎 - 1935年司法科合格、司法省判事
- 古関敏正 - 1935年司法科合格、司法省判事
- 四宮和夫 - 1937年司法科合格、元東大教授（民法）
- 中田正子 - 1938年司法科合格、日本初の女性弁護士
- 三淵嘉子 - 1938年司法科合格、日本初の女性裁判所長
- 久米愛 - 1938年司法科合格、日本婦人法律家協会会長
- 宮澤喜一 - 1941年行政科・外交科合格、首相
- 相沢英之 - 1942年司法科合格、大蔵省入省、衆議院議員、経済企画庁長官、弁護士
- 矢口洪一 - 1943年司法科合格、第11代最高裁判所長官
- 門上千恵子 - 1943年司法科合格、日本初の女性検察官
- 石渡満子 - 1945年司法科合格、日本初の女性判事補
- 伊藤栄樹 - 1947年行政科・司法科合格、検事総長
- 小林直樹 - 1947年合格、東大名誉教授（憲法）
- 福田平 - 1947年司法科合格、一橋大名誉教授（刑法）
- 星新一 - 1948年合格、官庁訪問で内定を得られず大学院進学[5]
- 大塚仁 - 1948年司法科合格、名大名誉教授（刑法）
- 奥村竹之助 - ラグビー日本代表監督

## 落第した著名人
- 朝比奈隆 - 鉄道院を志望して1930年春受験、商法の出題傾向を外して0点[6]となり落第する。
- 石川三四郎
- 岩倉具栄 - 1927年秋受験、1点不足で落第する。
- 尾崎秀実
- 三木鶏郎

## 資料・データ

### 高文行政科合格者数
1894年（明治27年） - 1947年（昭和22年）の高文行政科合格者数。
| 順位 | 大学名                     | 合計（人） |
| ---- | -------------------------- | ---------- |
| 1位  | 東京帝国大学               | 5,969      |
| 2位  | 京都帝国大学               | 795        |
| 3位  | 中央大学                   | 444        |
| 4位  | 日本大学                   | 306        |
| 5位  | 東京商科大学（東京高商）   | 211        |
| 6位  | 東北帝国大学               | 188        |
| 7位  | 早稲田大学                 | 182        |
| 8位  | 逓信官吏練習所             | 173        |
| 9位  | 明治大学                   | 144        |
| 10位 | 九州帝国大学               | 137        |
| 11位 | 京城帝国大学               | 85         |
| 12位 | 東京文理科大学（東京高師） | 56         |
| 12位 | 鉄道省教習所               | 56         |
| 14位 | 法政大学                   | 49         |
| 15位 | 関西大学                   | 48         |
| 16位 | 東京外国語学校             | 45         |
| 17位 | 立命館大学                 | 26         |
| 18位 | 広島文理科大学（広島高師） | 21         |
| 19位 | 慶應義塾大学               | 18         |
| 20位 | 神戸商業大学（神戸高商）   | 15         |
| 21位 | 専修大学                   | 13         |
| 22位 | 大阪商科大学（大阪高商）   | 12         |
| 23位 | 台北帝国大学               | 10         |
| 24位 | 北海道帝国大学             | 3          |

### 高文司法科合格者数
1934年（昭和9年） - 1940年（昭和15年）の高文司法科合格者数。
| 順位 | 大学名       | 合計（人） |
| ---- | ------------ | ---------- |
| 1位  | 東京帝国大学 | 683        |
| 2位  | 中央大学     | 324        |
| 3位  | 日本大学     | 162        |
| 4位  | 京都帝国大学 | 158        |
| 5位  | 関西大学     | 74         |
| 6位  | 東北帝国大学 | 72         |
| 7位  | 明治大学     | 63         |
| 8位  | 早稲田大学   | 59         |